# Bataille de Roßbrunn
Guerre austro-prussienne
Batailles
- front austro-prussien

- Hühnerwasser
- Podol
- Trautenau
- Nachod
- Langensalza
- Oswiecim
- Münchengrätz
- Soor
- Skalitz
- Gitschin
- Königinhof
- Schweinschædel
- Sadowa (Königgrätz)
- Dermbach
- Kissingen
- Frohnhofen
- Aschaffenbourg
- Hundheim
- Blumenau
- Tauberbischofsheim
- Werbach
- Helmstadt/Uettingen
- Gerchsheim
- Uettingen/Roßbrunn/Hettstadt

- front austro-italien

- Custoza
- Val Vestino
- Cimego
- Pieve di Ledro
- Monte Nota
- Monte Suello
- Lissa
- Bezzecca
- Primolano
- Borgo
- Cimego
- Levico
- Versa

La bataille de Roßbrunn est la dernière bataille de la campagne du Main de la guerre austro-prussienne de 1866. Elle a lieu le 26 juillet 1866 près de Roßbrunn, Uettingen et Hettstadt.

## Histoire
Le prince Charles de Bavière, commandant en chef de l'armée ouest-allemande de la Confédération germanique, planifie une offensive des 7e et 8e corps fédéraux pour le 16 juillet contre l'armée principale prussienne sous les ordres d'Edwin von Manteuffel.
Cependant, la bataille décisive de Sadowa en Bohême a déjà été remportée par les Prussiens le 3 juillet 1866, mais les combats se poursuivent également à Francfort-sur-le-Main, Aschaffenbourg, Tauberbischofsheim, Gerchsheim, Bad Kissingen, Hammelburg, Roßbrunn, Mädelhofen, Uettingen et Hettstadt
Le 8e corps n'est cependant plus en état de combattre et se retire en direction de Wurtzbourg. Le prince Charles veut au moins conserver le plateau d'Hettstadt et donc Wurtzbourg, afin de ne pas affaiblir davantage la position de la Bavière dans les négociations de paix à venir.

## Cours de la bataille

### Combats près d'Uettingen et de Roßbrunn
La 2e brigade d'infanterie combinée de la division prussienne von Flies dirigée par le général de division Ludwig von Korth (de) occupe Uettingen avec deux bataillons à la fin du 25 juillet et la majorité d'entre eux prennent leurs quartiers de nuit à l'ouest du village.
Près de Roßbrunn, la 2e division bavaroise sous les ordres du lieutenant-général Maximilian von Feder (de) et la 4e division d'infanterie sous le commandement du lieutenant-général Jakob von Hartmann sont déployées. Tout le reste de l' armée bavaroise était concentré derrière elle entre Hettstadt et Waldbrunn. Des unités du 5e régiment d'infanterie royal bavarois (de) attaquent dès 4 heures du matin des Prussiens à Uettingen.

Le major général von Korth fait prendre d'assaut le Kirchberg sur le flanc gauche par le 59e régiment d'infanterie. Des unités du 5e et du 13e régiment d'infanterie royal bavarois (de) et le 8e bataillon de chasseurs à pied royal bavarois (de) défendent le Kirchberg, mais sont incapables de le tenir et doivent se retirer vers le Hessnert avec des pertes considérables.
Le 36e régiment de fusiliers dirigé par le colonel von Thile, prend d'assaut l'Osnert sur le flanc droit, subissant des pertes importantes (dont deux commandants de bataillon). Des unités du 7e (de) et du 10e régiment d'infanterie royal bavarois (de) ont tenté en vain de tenir la montagne.
Les Prussiens réussissent à prendre les hauteurs (Kirchberg, Osnert, Heiligenberg) près d'Uettingen, qui dominent le village et la route de Wurtzbourg, après que les Bavarois ont évacué Heiligenberg. Un duel d'artillerie a lieu au centre, même si les Prussiens ne peuvent progresser ici qu'après la conquête des deux montagnes flanquantes. Vers 10 heures du matin, les Bavarois quittent leur position près de Roßbrunn et prennent une nouvelle position sur le plateau d'Hettstadt.

### Bataille de cavalerie au Hettstädter Höfe
La cavalerie prussienne dirigée par le colonel Thassilo Krug von Nidda (de) explore le terrain, avec une unité plus petite engageant la cavalerie bavaroise. Alors qu'elle poursuit les Bavarois, l'unité tombe sous le feu de l'infanterie bavaroise et subit des pertes importantes. Le colonel Nidda lance alors une nouvelle attaque avec toute sa brigade de huit escadrons et repousse dans un premier temps la cavalerie bavaroise. Les Bavarois lancent alors quatre régiments de cavalerie (trois cuirassiers et un régiment de lanciers) dans la bataille et mettent les Prussiens en déroute. La dernière bataille sur la démarcation du Hettstadterhof se solde par un match nul, mais elle est considérée comme un succès pour la Bavière dans la guerre gagnée par les Prussiens,

## Commémoration
Dans le cimetière d'Uettingen se trouvent plusieurs monuments aux soldats tombés au combat des régiments prussiens et de la 4e division bavaroise

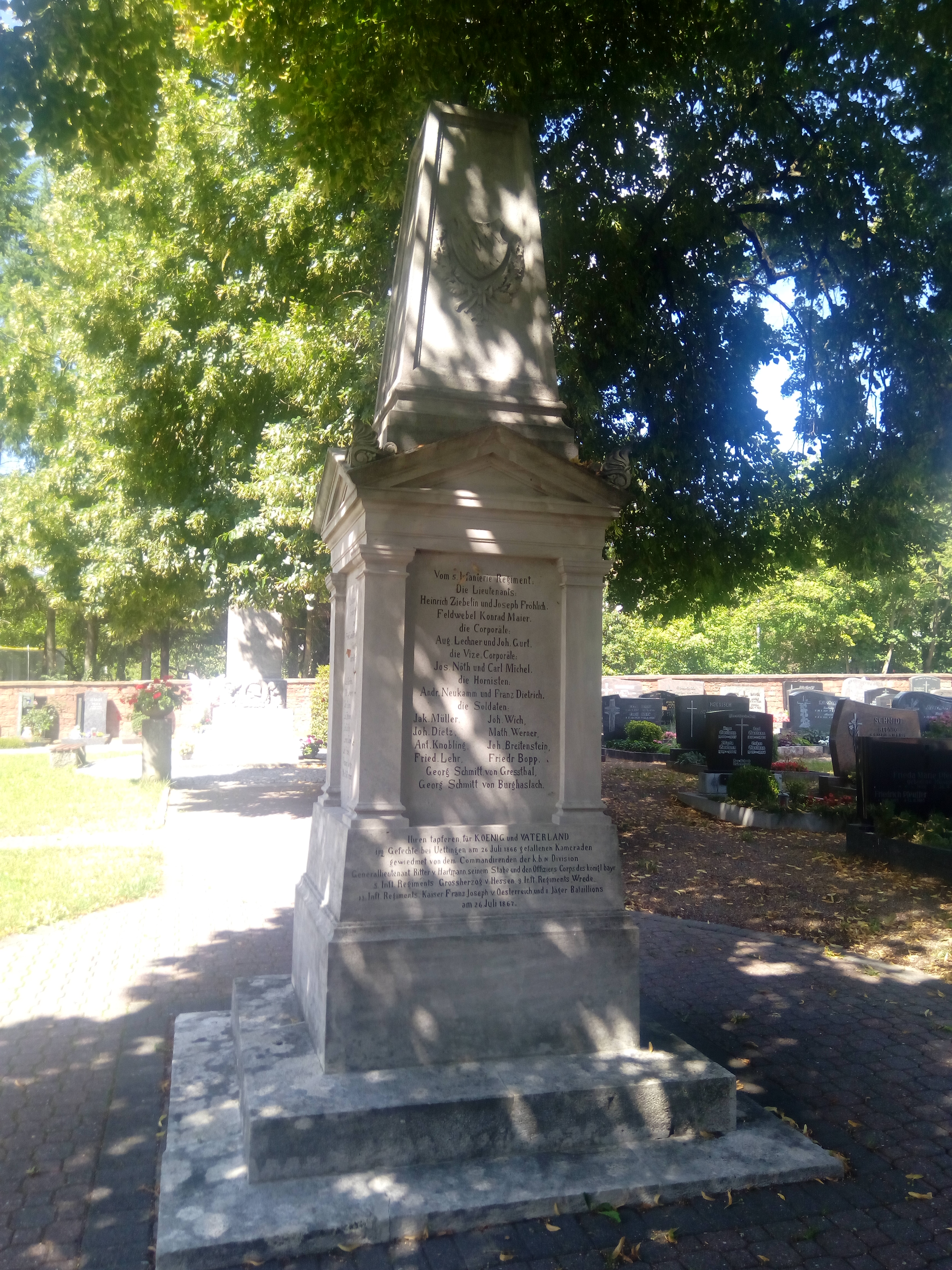
Monument aux soldats tombés au combat du 5e régiment d'infanterie royal bavarois (de)  et du 8e bataillon de chasseurs à pied royal bavarois (de)
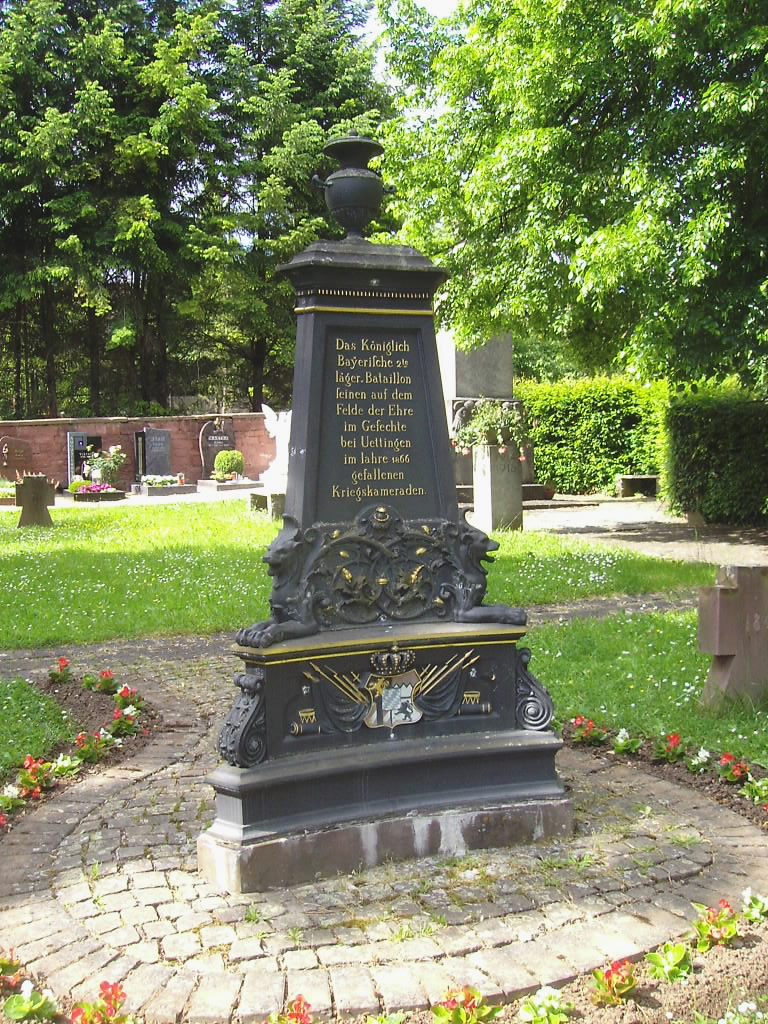
Mémorial pour la mort du 2e bataillon de chasseurs à pied royal bavarois au cimetière d'Uettingen
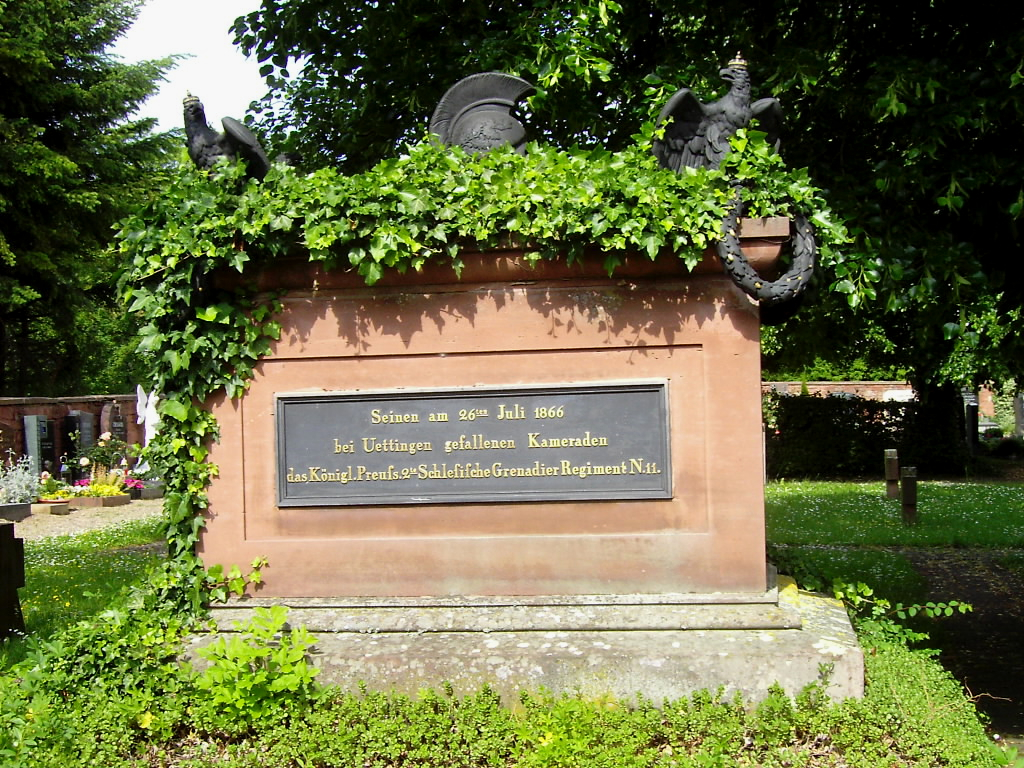
Monument aux soldats tombés au combat du 11e régiment de grenadiers au cimetière d'Uettingen
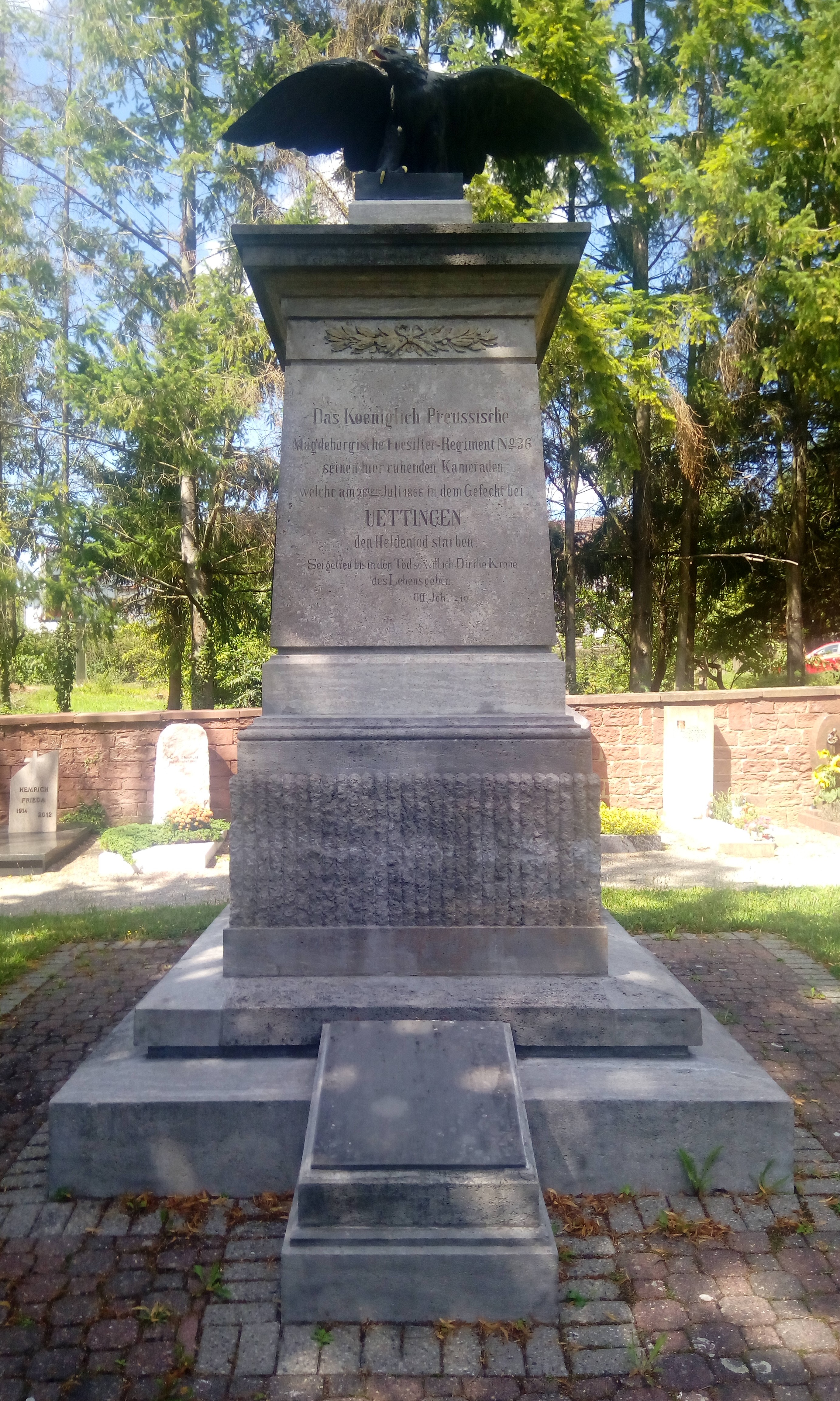
Monument aux soldats tombés au combat du 36e régiment de fusiliers au cimetière d'Uettingen
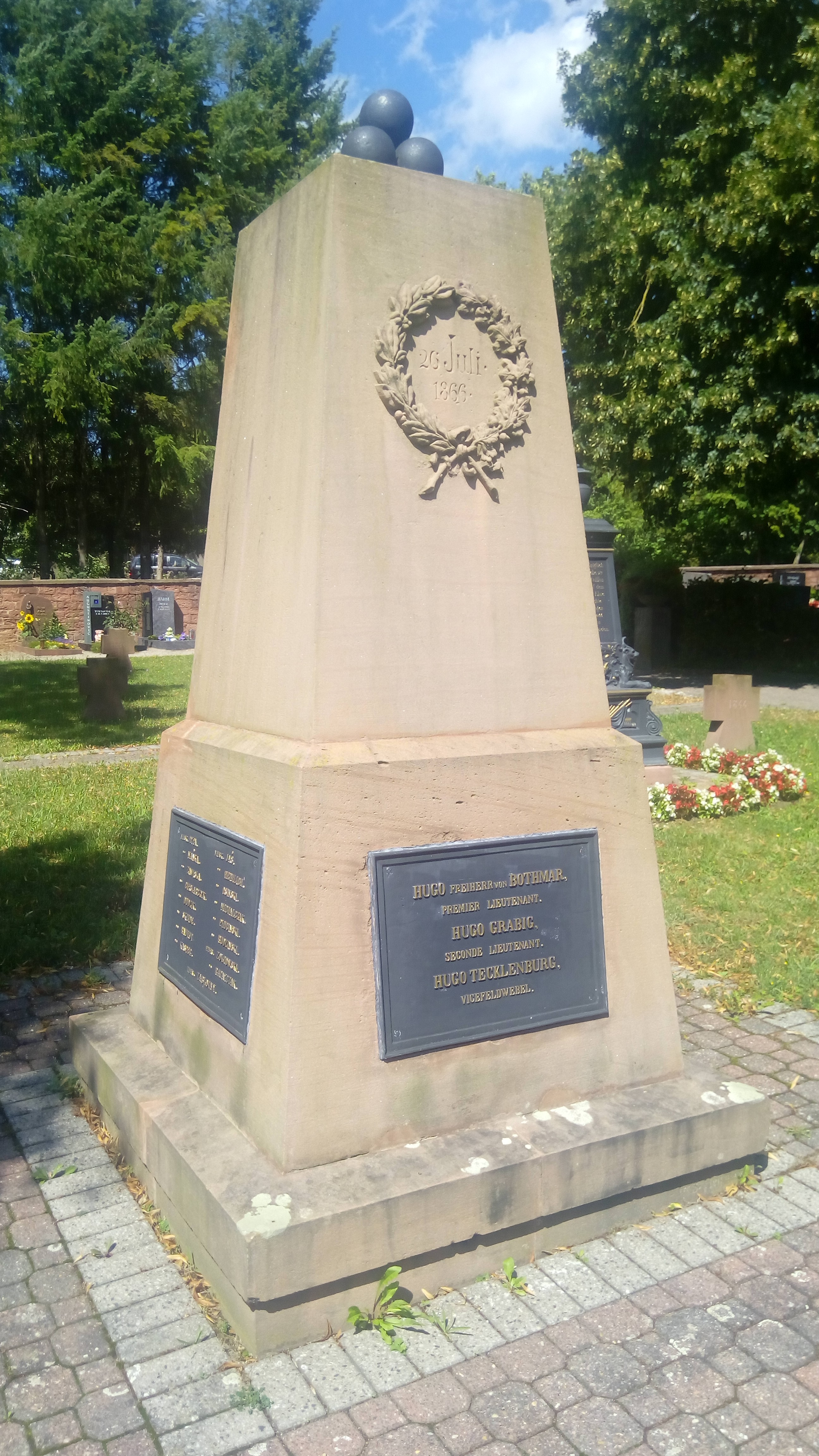
Monument aux soldats tombés au combat du 59e régiment d'infanterie au cimetière d'Uettingen

Un mémorial en forme de croix est érigé sur le Vogelsberg, au sud de Roßbrunn, pour les soldats tombés au combat des 4e (de), 5e (de) et 10e (de) régiments d'infanterie royaux bavarois.

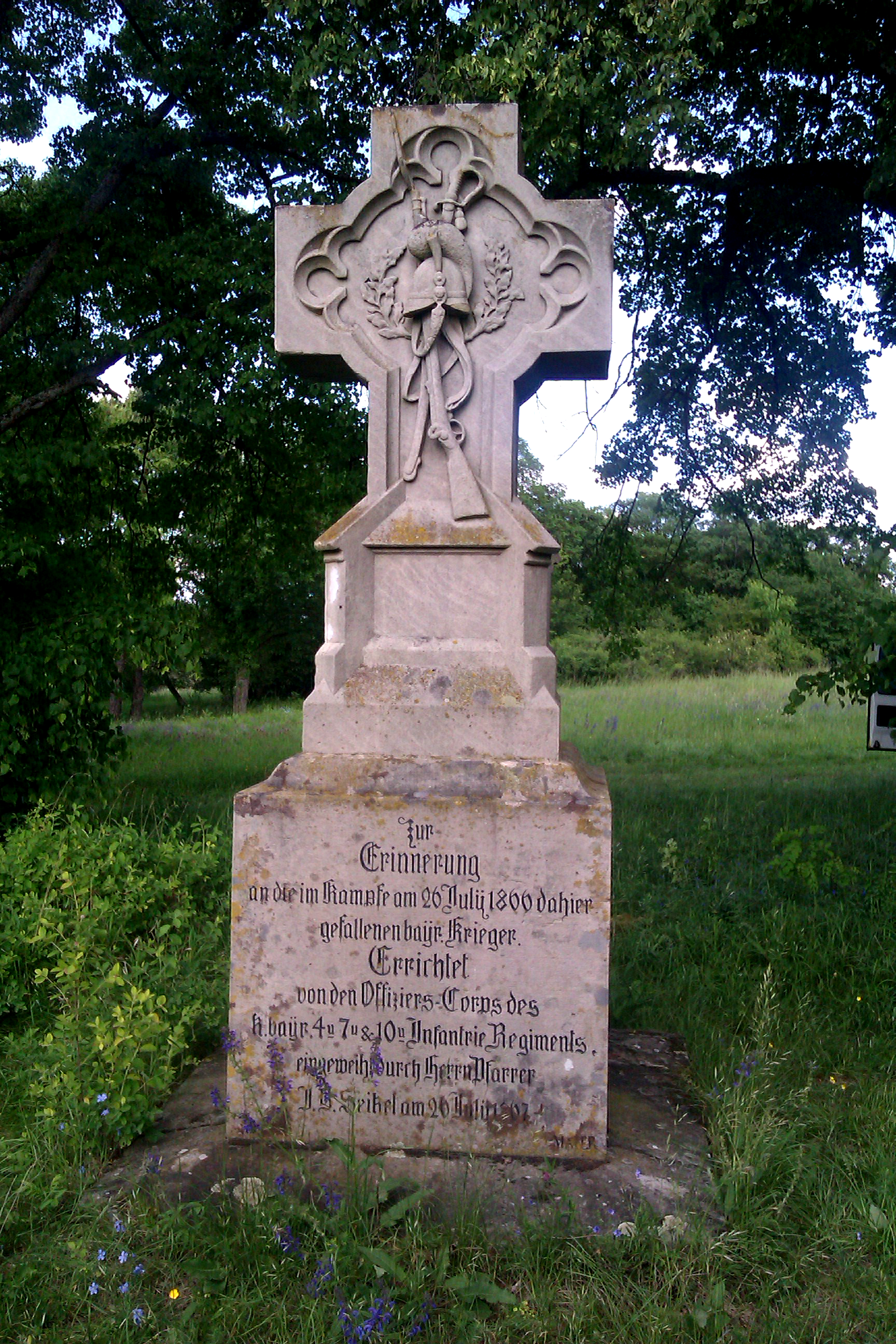
Monument aux soldats tombés au combat des 4e, 7e et 10e régiments d'infanterie bavarois sur le Vogelsberg près de Roßbrunn